# Lionel Kopp
Pour les articles homonymes, voir Kopp.
 (janvier 2013).
Si vous disposez d'ouvrages ou d'articles de référence ou si vous connaissez des sites web de qualité traitant du thème abordé ici, merci de compléter l'article en donnant les références utiles à sa vérifiabilité et en les liant à la section « Notes et références ».
Lionel Kopp, né le 6 mars 1962 à Châtenay-Malabry (Hauts-de-Seine), est un producteur, étalonneur, réalisateur et scénariste français.

## Carrière
En 1997, il réalise Mordbüro, dans lequel un tribunal non officiel, le Mordbüro, a été constitué par des petites gens pour mettre fin à la corruption et aux crimes croissants.

## Filmographie

### Longs métrages
- 1996 : Mordbüro (co-scénariste, réalisateur)
- 2001 : Le Fabuleux Destin d'Amélie Poulain (directeur de post-production)
- 2004 : Un long dimanche de fiançailles (conseiller post-production)
- 2006 : The Fall (producteur)
- 2011 : Les Immortels (étalonneur)
- 2012 : Blanche-Neige (post-production)
- 2017 : Au revoir là-haut (étalonneur)
- 2017 : La Belle Occasion (étalonneur)

### Courts-métrages
- 1987 : La pension (réalisateur, co-scénariste)[1]